# Scottish Premiership 2022-2023
La Scottish Premiership 2022-2023 è stata la 126ª edizione della massima serie del campionato scozzese di calcio, la ventitreesima consecutiva col regolamento attuale. La stagione è iniziata il 30 luglio 2022 e terminata il 28 maggio 2023, con una pausa tra il 13 novembre e il 18 dicembre 2022 per consentire la partecipazione dei calciatori al campionato mondiale di Qatar 2022.. Il Celtic si è laureato campione per la cinquantatreesima volta nella propria storia.

## Stagione

### Novità
Nella stagione precedente è retrocesso il Dundee, mentre al suo posto dalla Scottish Championship 2021-2022, è stato promosso il Kilmarnock.

### Formula
Le 12 squadre si affrontano in gironi di andata-ritorno-andata, per un totale di 33 giornate. Al termine le squadre sono divise in due gruppi di 6, in base alla classifica; ogni squadra affronta per la quarta volta le altre del gruppo, per un totale di 38 partite.

La squadra campione di Scozia si qualifica ai gironi della UEFA Champions League 2023-2024.

La seconda classificata si qualifica al terzo turno di qualificazione della UEFA Champions League 2023-2024.

La terza classificata si qualifica ai play-off della UEFA Europa League 2023-2024

La quarta e la quinta classificate si qualificano, rispettivamente, per il terzo e secondo turno della UEFA Europa Conference League 2023-2024.

L'ultima classificata retrocede direttamente in Scottish Championship.

La penultima classificata gioca contro la vincitrice dei play-off della Scottish Championship per determinare chi giocherà in Scottish Premiership la stagione seguente.

## Squadre partecipanti
| Club          | Stagione  | Città      | Stadio             | Stagione precedente                                  |
| ------------- | --------- | ---------- | ------------------ | ---------------------------------------------------- |
| Aberdeen      | dettaglio | Aberdeen   | Pittodrie Stadium  | 10º posto in Scottish Premiership                    |
| Celtic        | dettaglio | Glasgow    | Celtic Park        | 1º posto in Scottish Premiership, Campione di Scozia |
| Dundee Utd    | dettaglio | Dundee     | Tannadice Park     | 4º posto in Scottish Premiership                     |
| Hearts        | dettaglio | Edimburgo  | Tynecastle Stadium | 3º posto in Scottish Premiership                     |
| Hibernian     | dettaglio | Edimburgo  | Easter Road        | 8º posto in Scottish Premiership                     |
| Kilmarnock    | dettaglio | Kilmarnock | Rugby Park         | 1º posto in Scottish Championship, promosso          |
| Livingston    | dettaglio | Livingston | Almondvale Stadium | 7º posto in Scottish Premiership                     |
| Motherwell    | dettaglio | Motherwell | Fir Park           | 5º posto in Scottish Premiership                     |
| Rangers       | dettaglio | Glasgow    | Ibrox Stadium      | 2º posto in Scottish Premiership                     |
| Ross County   | dettaglio | Dingwall   | Victoria Park      | 6º posto in Scottish Premiership                     |
| St. Johnstone | dettaglio | Perth      | McDiarmid Park     | 11º posto in Scottish Premiership                    |
| St. Mirren    | dettaglio | Paisley    | St. Mirren Park    | 9º posto in Scottish Premiership                     |

## Allenatori e primatisti
| Squadra       | Allenatore                                                | Calciatore più presente               | Cannoniere                     |
| ------------- | --------------------------------------------------------- | ------------------------------------- | ------------------------------ |
| Aberdeen      | Jim Goodwin (1ª-23ª) Barry Robson (24ª-38ª)               | Bojan Miovski (37)                    | Luís Lopes, Bojan Miovski (16) |
| Celtic        | Ange Postecoglou                                          | Matt O'Riley (38)                     | Kyōgo Furuhashi (27)           |
| Dundee Utd    | Jack Ross (1ª-7ª) Liam Fox (8ª-26ª) Jim Goodwin (27ª-38ª) | Craig Sibbald (35)                    | Steven Fletcher (9)            |
| Hearts        | Robbie Neilson (1ª-31ª) Steven Naismith (32ª-38ª)         | Barrie McKay, Lawrence Shankland (37) | Lawrence Shankland (24)        |
| Hibernian     | Lee Johnson                                               | David Marshall (38)                   | Kevin Nisbet (12)              |
| Kilmarnock    | Derek McInnes                                             | Daniel Armstrong (37)                 | Daniel Armstrong (9)           |
| Livingston    | David Martindale                                          | Mickey Devlin (37)                    | Joel Nouble (7)                |
| Motherwell    | Steven Hammell (1ª-25ª) Stuart Kettlewell (26ª-38ª)       | Kevin van Veen (38)                   | Kevin van Veen (25)            |
| Rangers       | Giovanni van Bronckhorst (1ª-16ª) Michael Beale (17ª-38ª) | James Tavernier (38)                  | James Tavernier (16)           |
| Ross County   | Malky Mackay                                              | Ross Laidlaw, Jordan White (38)       | Jordan White (11)              |
| St. Johnstone | Callum Davidson (1ª-32ª) Steven MacLean (33ª-38ª)         | Drey Wright (38)                      | Stevie May (9)                 |
| St. Mirren    | Stephen Robinson                                          | Trevor Carson (37)                    | Mark O'Hara (10)               |

## Stagione regolare

### Classifica
aggiornata al 23 aprile 2023
|  | Pos. | Squadra       | Pt | G  | V  | N | P  | GF  | GS | DR  |
|  | ---- | ------------- | -- | -- | -- | - | -- | --- | -- | --- |
|  | 1.   | Celtic        | 92 | 33 | 30 | 2 | 1  | 103 | 25 | +78 |
|  | 2.   | Rangers       | 79 | 33 | 25 | 4 | 2  | 81  | 34 | +47 |
|  | 3.   | Aberdeen      | 53 | 33 | 17 | 2 | 14 | 52  | 52 | 0   |
|  | 4.   | Hearts        | 48 | 33 | 14 | 6 | 13 | 56  | 49 | +7  |
|  | 5.   | Hibernian     | 44 | 33 | 13 | 5 | 15 | 49  | 52 | -3  |
|  | 6.   | St. Mirren    | 44 | 33 | 12 | 8 | 13 | 38  | 49 | -11 |
|  | 7.   | Livingston    | 42 | 33 | 12 | 6 | 15 | 33  | 52 | -19 |
|  | 8.   | Motherwell    | 37 | 33 | 10 | 7 | 16 | 44  | 48 | -4  |
|  | 9.   | St. Johnstone | 33 | 33 | 9  | 6 | 18 | 34  | 54 | -20 |
|  | 10.  | Dundee Utd    | 31 | 33 | 8  | 7 | 18 | 36  | 58 | -22 |
|  | 11.  | Kilmarnock    | 31 | 33 | 8  | 7 | 18 | 29  | 58 | -29 |
|  | 12.  | Ross County   | 27 | 33 | 7  | 6 | 20 | 28  | 52 | -24 |

Legenda:

      Ammesse alla Poule scudetto

      Ammesse alla Poule salvezza
Regolamento:

Tre punti a vittoria, uno a pareggio, zero a sconfitta.

### Risultati

#### Tabellone
Ogni riga indica i risultati casalinghi della squadra segnata a inizio della riga, contro le squadre segnate colonna per colonna (che invece avranno giocato l'incontro in trasferta). Al contrario, leggendo la colonna di una squadra si avranno i risultati ottenuti dalla stessa in trasferta, contro le squadre segnate in ogni riga, che invece avranno giocato l'incontro in casa.
|               | Abe     | Cel     | DUt     | Hea     | Hib     | Kil     | Liv     | Mot     | Ran     | Ros     | StJ     | StM     |
| ------------- | ------- | ------- | ------- | ------- | ------- | ------- | ------- | ------- | ------- | ------- | ------- | ------- |
| Aberdeen      | ––––    | 0-1     | 1-0     | 2-0 3-0 | 4-1     | 4-1 2-0 | 5-0 1-0 | 2-3 3-1 | 2-3 2-0 | 0-0     | 2-0     | 4-1 1-3 |
| Celtic        | 2-0 4-0 | ––––    | 4-2     | 2-0 3-1 | 6-1 3-1 | 2-0     | 2-1 3-0 | 2-1 1-1 | 4-0 3-2 | 2-1     | 4-1     | 4-0     |
| Dundee Utd    | 4-0 1-3 | 0-9 0-2 | ––––    | 2-2     | 1-0 2-1 | 4-0     | 0-1 2-0 | 0-1     | 0-2     | 3-0     | 1-2     | 0-3 1-1 |
| Hearts        | 5-0     | 3-4     | 4-1 3-1 | ––––    | 3-0     | 3-1     | 1-1     | 3-2     | 0-4 0-3 | 2-1 6-1 | 3-2 3-0 | 1-0 0-2 |
| Hibernian     | 3-1 6-0 | 0-4     | 2-2     | 1-1 1-0 | ––––    | 1-0 2-0 | 4-0     | 1-0 1-3 | 2-2 1-4 | 0-2     | 1-2     | 3-0     |
| Kilmarnock    | 2-1     | 0-5 1-4 | 1-1 1-0 | 2-2 2-1 | 1-0     | ––––    | 2-3     | 2-1 1-1 | 2-3     | 1-0     | 2-1 1-1 | 0-0     |
| Livingston    | 2-1     | 0-3     | 1-1     | 1-0 0-0 | 2-1 1-4 | 1-0 3-1 | ––––    | 1-1     | 1-2 0-3 | 0-1 2-1 | 1-0 2-0 | 1-1     |
| Motherwell    | 1-2     | 1-2     | 0-0 1-2 | 0-3 2-0 | 2-3     | 2-2     | 1-0 3-0 | ––––    | 1-2 2-4 | 1-1     | 1-2 0-2 | 2-1     |
| Rangers       | 4-1     | 2-2     | 2-1 2-0 | 1-0     | 3-2     | 2-0 3-1 | 1-1     | 3-0     | ––––    | 4-0 2-1 | 4-0 2-0 | 4-0 5-2 |
| Ross County   | 1-1 0-1 | 0-2     | 1-1 4-0 | 1-2     | 0-2 1-1 | 1-0 3-0 | 0-2     | 0-5 0-2 | 0-1     | ––––    | 1-2     | 3-2     |
| St. Johnstone | 0-1     | 1-2 1-4 | 0-1     | 2-3     | 0-1 1-1 | 1-0     | 2-4     | 1-1     | 2-1     | 0-0 0-2 | ––––    | 3-0 1-1 |
| St. Mirren    | 3-1     | 2-0 1-5 | 2-1     | 1-1     | 1-0 0-1 | 0-0 0-2 | 2-1 3-0 | 0-1 1-0 | 1-1     | 1-0     | 2-2     | -       |

## Poule scudetto e salvezza

### Classifica finale
|                   | Pos. | Squadra       | Pt | G  | V  | N  | P  | GF  | GS | DR  |
| ----------------- | ---- | ------------- | -- | -- | -- | -- | -- | --- | -- | --- |
| Scozia (bandiera) | 1.   | Celtic        | 99 | 38 | 32 | 3  | 3  | 114 | 34 | +80 |
|                   | 2.   | Rangers       | 92 | 38 | 29 | 5  | 4  | 93  | 37 | +56 |
|                   | 3.   | Aberdeen      | 57 | 38 | 18 | 3  | 17 | 56  | 60 | −4  |
|                   | 4.   | Hearts        | 54 | 38 | 15 | 9  | 14 | 63  | 57 | +6  |
|                   | 5.   | Hibernian     | 52 | 38 | 15 | 7  | 16 | 57  | 59 | −2  |
|                   | 6.   | St. Mirren    | 46 | 38 | 12 | 10 | 16 | 43  | 61 | −18 |
|                   |      |               |    |    |    |    |    |     |    |     |
|                   | 7.   | Motherwell    | 50 | 38 | 14 | 8  | 16 | 53  | 51 | +2  |
|                   | 8.   | Livingston    | 46 | 38 | 13 | 7  | 18 | 36  | 60 | −24 |
|                   | 9.   | St. Johnstone | 43 | 38 | 12 | 7  | 19 | 41  | 59 | −18 |
|                   | 10.  | Kilmarnock    | 40 | 38 | 11 | 7  | 20 | 37  | 62 | −25 |
|                   | 11.  | Ross County   | 34 | 38 | 9  | 7  | 22 | 37  | 60 | −23 |
|                   | 12.  | Dundee Utd    | 31 | 38 | 8  | 7  | 23 | 40  | 70 | −30 |

Legenda:
      Campione di Scozia e ammessa alla UEFA Champions League 2023-2024
      Ammessa alla UEFA Champions League 2023-2024
      Ammessa alla UEFA Europa League 2023-2024
      Ammesse alla UEFA Europa Conference League 2023-2024
 Ammessa ai Play-out
      Retrocessa in Scottish Championship 2023-2024
Regolamento:
Tre punti a vittoria, uno a pareggio, zero a sconfitta.

### Risultati poule scudetto
|            | Abe  | Cel  | Hea  | Hib  | Ran    | Stm  |
| ---------- | ---- | ---- | ---- | ---- | ------ | ---- |
| Aberdeen   | –––– |      |      | 0-0  |        | 3-0  |
| Celtic     | 5-0  | –––– |      |      |        | 2-2  |
| Hearts     | 2-1  | 0-2  | –––– | 1-1  |        |      |
| Hibernian  |      | 4-2  |      | –––– | 1-3    | 2-1  |
| Rangers    | 1-0  | 3-0  | 2-2  |      | ––––\| |      |
| St. Mirren |      |      | 2-2  |      | 0-3    | –––– |

### Risultati poule salvezza
|               | Dun  | Kil  | Liv  | Mot  | Ros  | StJ  |
| ------------- | ---- | ---- | ---- | ---- | ---- | ---- |
| Dundee United | –––– | 0-3  |      |      | 1-3  |      |
| Kilmarnock    |      | –––– | 2-0  |      | 3-1  | 0-1  |
| Livingston    | 2-1  |      | –––– | 1-1  |      |      |
| Motherwell    | 3-2  | 2-0  |      | –––– | 1-0  |      |
| Ross County   |      |      | 2-0  |      | –––– | 3-3  |
| St. Johnstone | 1-0  |      | 2-0  | 0-2  |      | –––– |

## Play-out
|                 | Risultati     |                 | Luogo e data            |
| --------------- | ------------- | --------------- | ----------------------- |
| Partick Thistle | 2 – 0         | Ross County     | Glasgow, 1 giugno 2023  |
| Ross County     | 3-1 (5-4 dtr) | Partick Thistle | Dingwall, 4 giugno 2023 |
|                 |               |                 |                         |

### Andata
| Arbitro: | David Munro |

|                           |           |  |
| Fitzpatrick 9’ Graham 45’ | Marcatori |  |

### Ritorno
| Arbitro: | Nick Walsh |

|                                                |                      |                                                        |
| Dhanda 71’ (rig.) Murray 72’ Harmon 90’        | Marcatori            | 43’ Fitzpatrick                                        |
| Dhanda Murray White Baldwin Harmon Watson Sims | Tiri di rigore 5 – 4 | Muirhead Holt Turner Graham McMillan Bannigan Docherty |

## Statistiche

### Squadre

#### Capoliste solitarie
|    | —— | —— | ——     | —— | —— | —— | —— | —— | ——  | ——  | ——  | ——  | ——  | ——  | ——  | ——  | ——  | ——  | ——  | ——  | ——  | ——  | ——  | ——  | ——  | ——  | ——  | ——  | ——  | ——  | ——  | ——  | ——  | ——  | ——  | ——  | ——  | —— |  |
|    |    |    | Celtic |    |    |    |    |    |     |     |     |     |     |     |     |     |     |     |     |     |     |     |     |     |     |     |     |     |     |     |     |     |     |     |     |     |     |    |  |
|    |    |    |        |    |    |    |    |    |     |     |     |     |     |     |     |     |     |     |     |     |     |     |     |     |     |     |     |     |     |     |     |     |     |     |     |     |     |    |  |
|    |    |    |        |    |    |    |    |    |     |     |     |     |     |     |     |     |     |     |     |     |     |     |     |     |     |     |     |     |     |     |     |     |     |     |     |     |     |    |  |
| 1ª | 2ª | 3ª | 4ª     | 5ª | 6ª | 7ª | 8ª | 9ª | 10ª | 11ª | 12ª | 13ª | 14ª | 15ª | 16ª | 17ª | 18ª | 19ª | 20ª | 21ª | 22ª | 23ª | 24ª | 25ª | 26ª | 27ª | 28ª | 29ª | 30ª | 31ª | 32ª | 33ª | 34ª | 35ª | 36ª | 37ª | 38ª |    |  |

### Individuali

#### Classifica marcatori
| Gol |  |  | Giocatore          | Squadra    |
| --- |  |  | ------------------ | ---------- |
| 27  |  |  | Kyogo Furuhashi    | Celtic     |
| 25  |  |  | Kevin van Veen     | Motherwell |
| 24  |  |  | Lawrence Shankland | Hearts     |
| 16  |  |  | Luís Lopes         | Aberdeen   |
| 16  |  |  | Bojan Miovski      | Aberdeen   |
| 16  |  |  | James Tavernier    | Rangers    |
| 14  |  |  | Antonio Čolak      | Rangers    |
| 12  |  |  | Josh Ginnelly      | Hearts     |
| 12  |  |  | Kevin Nisbet       | Hibernian  |
| 12  |  |  | Fashion Sakala     | Rangers    |